# Purificación Causapié
Purificación Causapié Lopesino (Mondéjar (Guadalajara) 1 de octubre de 1964) es Licenciada en Filosofía y Letras por la Universidad de Alcalá de Henares. 
Su actividad política y profesional se ha desarrollado en el ámbito de la planificación y gestión de políticas, programas y recursos dirigidos a la defensa de los derechos humanos, la conquista de la igualdad de mujeres y hombres, la igualdad de trato y no discriminación.
Ha ocupado diversos cargos en la Junta de Andalucía. Como directora general de Servicios Sociales e Inclusión impulsó en 2005 la implantación del Sistema de Atención a la Dependencia en Andalucía. También ha sido directora general del IMSERSO. Entre 2012 y 2014 ejerció de secretaria de Igualdad de la Comisión Ejecutiva Federal del PSOE.

## Trayectoria
Licenciada en Filosofía y Letras por la Universidad de Alcalá. Se afilió al Partido Socialista Obrero Español (PSOE), en la década de 1990. Militante feminista, en 1994 impulsó la creación de la asociación Mujeres Jóvenes junto a Elena Valenciano.
Su primera etapa profesional está dedicada a las políticas de igualdad como directora de la Fundación Mujeres, directora del Centro de Información, Documentación y Asesoramiento de la Juventud del Ayuntamiento de Alcalá de Henares y directora de la Delegación de Mujer del Ayuntamiento de Fuenlabrada, así como coordinadora de la Secretaría de Igualdad de la Comisión Ejecutiva Federal del PSOE.

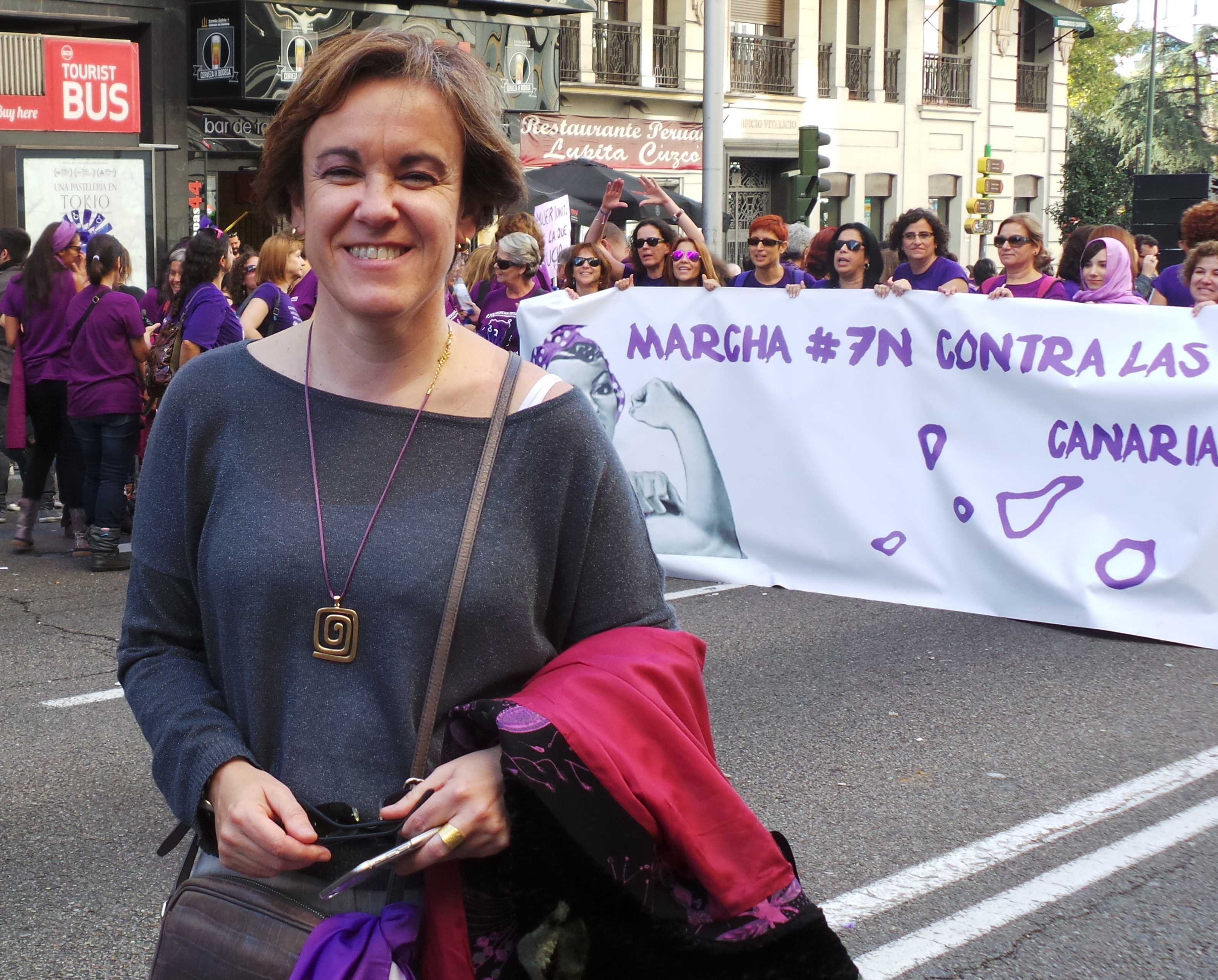
Puri Causapié en la Marcha Estatal contra las violencias machistas Madrid 7N 2015

En 2004 ocupó el puesto de jefa de gabinete de la Consejera para la Igualdad y Bienestar Social de la Junta de Andalucía, Micaela Navarro. En febrero de 2005 fue nombrada directora general de Servicios Sociales e Inclusión desde donde impulsó la implantación del Sistema de Atención a la Dependencia en Andalucía. 
En diciembre de 2008 fue nombrada Secretaria General para la Atención a la Dependencia, cargo que desempeñó hasta el 8 de enero de 2010, cuando asumió la Dirección General del Instituto de Mayores y Servicios Sociales (IMSERSO), con el mandato de desarrollar la Ley de Dependenciae impulsar políticas de envejecimiento activo.
En febrero de 2012 asumió la Secretaría de Igualdad de la Comisión Ejecutiva Federal del PSOE en el equipo de Alfredo Pérez Rubalcaba.Durante los mismos años fue Vicepresidenta de la Internacional Socialista de Mujeres.
En las elecciones municipales de mayo de 2015 ocupó el segundo puesto de la lista del PSOE para el Ayuntamiento de Madrid. Recibió su acta de concejala el 13 de junio de 2015. Poco más tarde, el 3 de agosto, asumió la portavocía del Grupo Municipal Socialista en el consistorio. 
En 2019 formó parte de la Asamblea de Madrid como Diputada (portavoz en las Comisiones de Políticas Sociales y de Investigación sobre la situación de las residencias de personas mayores en la Comunidad de Madrid).  
Desde 2021 es Directora del Gabinete del Secretario de Estado de Relaciones con Las Cortes y Asuntos Constitucionales, desempeñando, entre otras funciones, la de  Vicepresidenta de la Comisión Asesora para la elaboración del II Plan Nacional de Derechos Humanos (2023/2027).
Ha publicado artículos con temáticas diversas (igualdad, feminismo, derechos humanos, residencias de mayores, política local y autonómica madrileña, etc.) en periódicos nacionales como El País, InfoLibre, Huffington Post o El Diario. 
Durante varios años ha dirigido cursos de verano en diferentes Universidades Españolas; sobre derechos humanos en la Universidad Complutense de Madrid (“Derechos humanos e Inteligencia Artificial, ¿una convivencia posible?” y "75 aniversario de la Declaración Universal de Derechos Humanos. Retos pendientes”), la Universidad Internacional Menendez Pelayo (“Buenas Prácticas en la Coordinación Sociosanitaria"), así como sobre Juventud en diferentes Encuentros Internacionales de Juventud Cabueñes, organizados por el Instituto de la Juventud.